# Киевцы (Москва)
Киевцы — бывшее село, ставшее частью Москвы в XVII столетии. Располагалось на территории современного района Хамовники, близ села Семчинское.

## Описание
Н. М. Карамзин опубликовал предание, согласно которому село основал боярин Родион Несторович, хотя на самом деле это, вероятно, был его отец, Нестор Рябец. Он известен тем, что привёл на рубеже XIII и XIV веков на службу московскому князю Ивану Калите 1700 дружинников из Юго-Западной Руси. Несторович получил от Калиты обширные владения у реки Всходни близ Москвы, и, согласно преданию, село Киевцы, где он построил церковь Николая Чудотворца.
Между тем, церковь впервые упоминается в сохранившихся источниках в 1625 году. Тогда её местоположение уточняли как «позади Зачатейского монастыря за Чертольскими вороты». Только в 1657 году в документах церковь начинает фигурировать как «что в Киевце, у Москвы-реки, на берегу». Российский историк, доктор исторических наук, специалист по истории XIV—XVII веков, истории Москвы и Подмосковья К. А. Аверьянов выдвинул предположение, что это связано с присягой жителей Киева царю Алексею Михайловичу в 1654 году. С этого времени в Москве росло число выходцев из Малороссии, для расселения которых была выделена земля, получившая название Киевцы.
Здешняя церковь первоначально была деревянной, но в 1691 году её перестроили в камне. Из-за подмывания берега, где стояла церковь, в 1772 году её разобрали.